# Tomoya Fujii
Tomoya Fujii (藤井 智也?, Fujii Tomoya; Gifu, 4 dicembre 1998) è un calciatore giapponese, centrocampista dello Shonan Bellmare.

## Statistiche

### Presenze e reti nei club
Statistiche aggiornate al 7 agosto 2024.
| Stagione                   | Squadra                    | Campionato                 | Campionato | Campionato | Coppe nazionali | Coppe nazionali | Coppe nazionali | Coppe continentali | Coppe continentali | Coppe continentali | Altre coppe | Altre coppe | Altre coppe | Totale | Totale | Totale |
| Stagione                   | Squadra                    | Comp                       | Pres       | Reti       | Comp            | Pres            | Reti            | Comp               | Pres               | Reti               | Comp        | Pres        | Reti        | Pres   | Reti   |        |
| -------------------------- | -------------------------- | -------------------------- | ---------- | ---------- | --------------- | --------------- | --------------- | ------------------ | ------------------ | ------------------ | ----------- | ----------- | ----------- | ------ | ------ | ------ |
| 2019                       | Ritsumeikan University     | -                          | -          | -          | CG              | 2               | 0               | -                  | -                  | -                  | -           | -           | -           | 2      | 0      |        |
| 2020                       | Sanfrecce Hiroshima        | J1                         | 15         | 0          | CdL             | 2               | 0               | -                  | -                  | -                  | -           | -           | -           | 17     | 0      |        |
| 2021                       | Sanfrecce Hiroshima        | J1                         | 29         | 1          | CG+CdL          | 1+5             | 0               | -                  | -                  | -                  | -           | -           | -           | 35     | 1      |        |
| 2022                       | Sanfrecce Hiroshima        | J1                         | 27         | 1          | CG+CdL          | 2+6             | 0               | -                  | -                  | -                  | -           | -           | -           | 35     | 1      |        |
| Totale Sanfrecce Hiroshima | Totale Sanfrecce Hiroshima | Totale Sanfrecce Hiroshima | 71         | 2          |                 | 16              | 0               |                    | -                  | -                  |             | -           | -           | 87     | 2      |        |
| 2023                       | Kashima Antlers            | J1                         | 22         | 1          | CG+CdL          | 2+5             | 0               | -                  | -                  | -                  | -           | -           | -           | 29     | 1      |        |
| 2024                       | Kashima Antlers            | J1                         | 18         | 2          | CG+CdL          | 1+0             | 0               | -                  | -                  | -                  | -           | -           | -           | 19     | 2      |        |
| Totale Kashima Antlers     | Totale Kashima Antlers     | Totale Kashima Antlers     | 40         | 3          |                 | 8               | 0               |                    | -                  | -                  |             | -           | -           | 48     | 3      |        |
| Totale carriera            | Totale carriera            | Totale carriera            | 111        | 5          |                 | 26              | 0               |                    | -                  | -                  |             | -           | -           | 137    | 5      |        |

## Palmarès

### Club

#### Competizioni nazionali
- Coppa J. League: 1

Sanfrecce Hiroshima: 2022